# Shewarge Amare Alene
Shewarge Amare Alene (n. el 9 de diciembre de 1986 en Etiopía) es una atleta etíope. Su mejor momento fue en el año de 2014 cuando triunfó en los maratones de Santiago de Chile y Ciudad de México, llegando a tener un tiempo personal de 2:35:30.

## Triunfos
- Maratón Internacional de la Ciudad de México: 2012 y 2014.
- Maratón Internacional de Santiago de Chile: 2013 y 2014.
- Maratón Internacional Lala: 2014.